# Oberissigheim

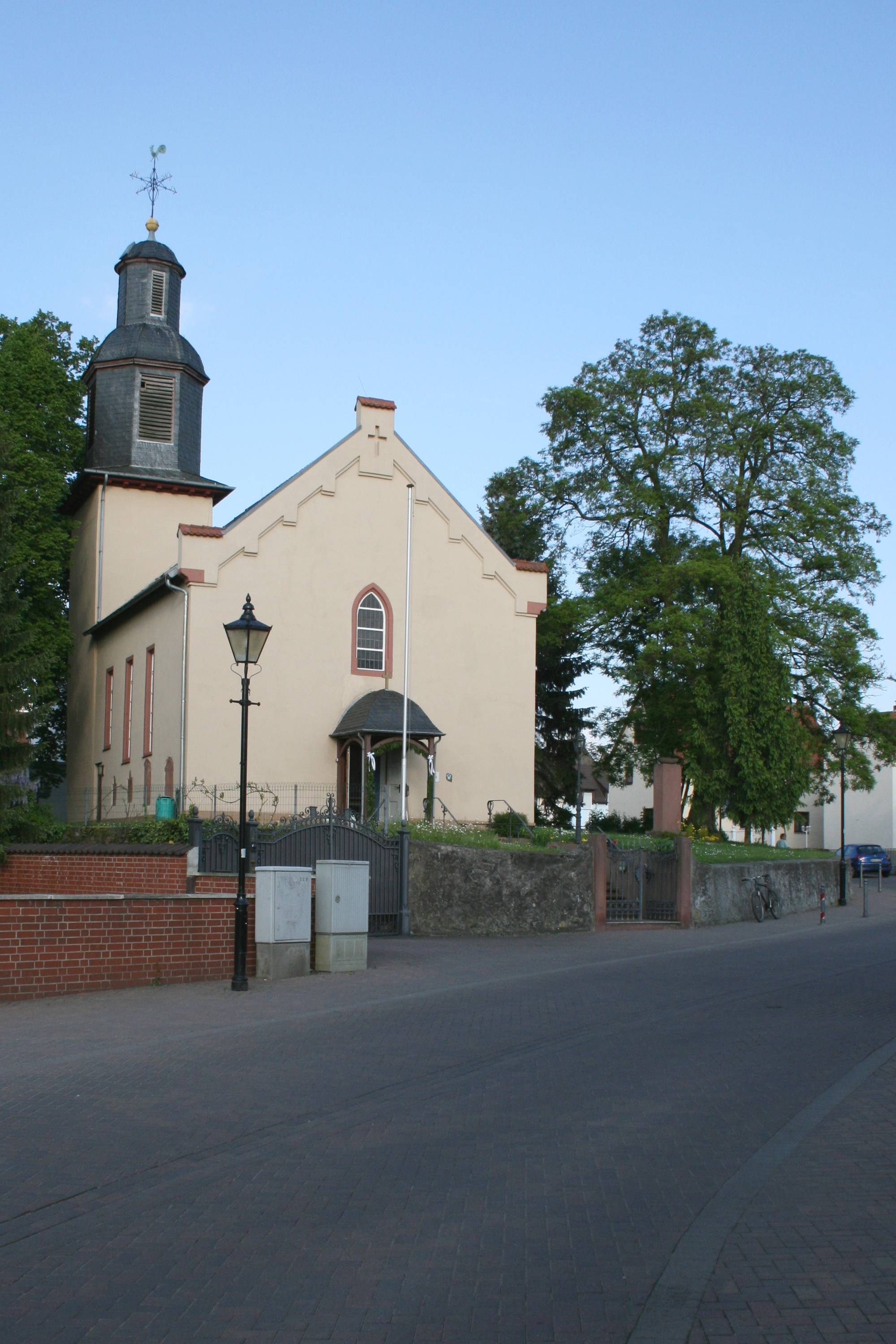
Evangelische Kirche von Oberissigheim

Oberissigheim ist ein Stadtteil der Stadt Bruchköbel im hessischen Main-Kinzig-Kreis. Das Wahrzeichen des Stadtteils ist der Brunnen auf dem Platz vor der Kirche.

## Geographie
Oberissigheim liegt in einer Höhe von 121 m über NN, etwa 7 km nordwestlich der Innenstadt von Hanau am Krebsbach.

## Geschichte

### Mittelalter
Die älteste erhaltene Erwähnung des Ortes findet sich in einer Urkunde aus dem Jahr 850. Zusammen mit Niederissigheim bildeten die beiden heutigen Stadtteile von Bruchköbel damals das Dorf Issigheim. Durch immer wiederkehrende Überschwemmungen wurden einige Häuser auf nahe gelegene Hügel versetzt, so dass zwei unabhängige Dörfer entstanden.
Oberissigheim lag bei Ausbildung der Landeshoheit im späten Mittelalter im Amt Büchertal der Herrschaft Hanau, ab 1429: Grafschaft Hanau und gehörte nach der Landesteilung von 1458 zur Grafschaft Hanau-Münzenberg.
1375 werden ein Pastor und ein Vikar erwähnt. Es bestand also damals schon eine Kirche im Ort. Das erst 1497 erwähnte Patrozinium der Kirche lag beim Heiligen Georg und dem Heiligen Vincentus, das Kirchenpatronat beim Kloster Naumburg bzw. dessen Mutterkloster Limburg an der Haardt. Kirchliche Mittelbehörde war das Archidiakonat des Propstes der Kirche St. Maria ad Gradus in Mainz, Landkapitel Roßdorf, in nachreformatorischer Zeit war das die „Klasse“ (das Dekanat) Windecken.

### Historische Namensformen
In erhaltenen Urkunden wurde Oberissigheim unter den folgenden Namen erwähnt (in Klammern das Jahr der Erwähnung):
- superior Ossinkeim (1270)
- superior villa Ussekeym (1281)
- Oberen Ussenckeym (1329)
- Ussingheym (1373)

### Neuzeit
In der Grafschaft Hanau-Münzenberg wurde Mitte des 16. Jahrhunderts nach und nach die Reformation eingeführt. In Oberissigheim geschah dies zunächst im lutherischen Sinn. In einer „zweiten Reformation“, wurde die Konfession der Grafschaft Hanau-Münzenberg erneut gewechselt: Graf Philipp Ludwig II. verfolgte ab 1597 eine entschieden reformierte Kirchenpolitik. Er machte vom Jus reformandi, seinem Recht als Landesherr Gebrauch, die Konfession seiner Untertanen zu bestimmen, und setzte dies für die Grafschaft Hanau-Münzenberg weitgehend als verbindlich durch.
Nach dem Tod des letzten Hanauer Grafen, Johann Reinhard III., 1736 erbte Landgraf Friedrich I. von Hessen-Kassel aufgrund eines Erbvertrages aus dem Jahr 1643 die Grafschaft Hanau-Münzenberg und damit auch das Amt Büchertal und Oberissigheim. 1803 wurde die Landgrafschaft Hessen-Kassel zum Kurfürstentum Hessen erhoben. Während der napoleonischen Zeit stand das Amt Büchertal ab 1806 zunächst unter französischer Militärverwaltung, gehörte 1807–1810 zum Fürstentum Hanau und dann von 1810 bis 1813 zum Großherzogtum Frankfurt, Departement Hanau. Anschließend fiel es wieder an das Kurfürstentum Hessen zurück. Nach der Verwaltungsreform des Kurfürstentums Hessen von 1821, durch die Kurhessen in vier Provinzen und 22 Kreise eingeteilt wurde, ging das Amt Büchertal im neu gebildeten Kreis Hanau auf. Mit der Annexion Kurhessens durch das Königreich Preußen nach dem verlorenen Krieg von 1866 wurde auch Oberissigheim preußisch.
Am 31. Dezember 1971 wurde Oberissigheim im Rahmen der Gebietsreform in Hessen in die Stadt Bruchköbel eingemeindet. Der Landkreis Hanau wiederum ging 1974 im Main-Kinzig-Kreis auf.

### Einwohnerentwicklung
Quelle: Historisches Ortslexikon
- 1587: 025 Schützen, 6 Spießer
- 1632: 039 Familien[4]
- 1707: 24 Familien[4]
- 1753: 34 Familien, 109 Einwohner
- 1812: 51 Feuerstellen, 279 Seelen

| Oberissigheim: Einwohnerzahlen von 1812 bis 2011 | Oberissigheim: Einwohnerzahlen von 1812 bis 2011 | Oberissigheim: Einwohnerzahlen von 1812 bis 2011 | Oberissigheim: Einwohnerzahlen von 1812 bis 2011 | Oberissigheim: Einwohnerzahlen von 1812 bis 2011 |
| --- | ------------------------------------------------ | ------------------------------------------------ | ------------------------------------------------ | ------------------------------------------------ |
| Jahr |                                                  |                                                  |                                                  | Einwohner                                        |
| 1812 | 1812                                             |                                                  | 279                                              | 279                                              |
| 1834 | 1834                                             |                                                  | 326                                              | 326                                              |
| 1840 | 1840                                             |                                                  | 335                                              | 335                                              |
| 1846 | 1846                                             |                                                  | 343                                              | 343                                              |
| 1852 | 1852                                             |                                                  | 343                                              | 343                                              |
| 1858 | 1858                                             |                                                  | 337                                              | 337                                              |
| 1864 | 1864                                             |                                                  | 353                                              | 353                                              |
| 1871 | 1871                                             |                                                  | 362                                              | 362                                              |
| 1875 | 1875                                             |                                                  | 372                                              | 372                                              |
| 1885 | 1885                                             |                                                  | 382                                              | 382                                              |
| 1895 | 1895                                             |                                                  | 394                                              | 394                                              |
| 1905 | 1905                                             |                                                  | 453                                              | 453                                              |
| 1910 | 1910                                             |                                                  | 445                                              | 445                                              |
| 1925 | 1925                                             |                                                  | 510                                              | 510                                              |
| 1939 | 1939                                             |                                                  | 497                                              | 497                                              |
| 1946 | 1946                                             |                                                  | 751                                              | 751                                              |
| 1950 | 1950                                             |                                                  | 686                                              | 686                                              |
| 1956 | 1956                                             |                                                  | 624                                              | 624                                              |
| 1961 | 1961                                             |                                                  | 650                                              | 650                                              |
| 1967 | 1967                                             |                                                  | 760                                              | 760                                              |
| 1970 | 1970                                             |                                                  | 921                                              | 921                                              |
| 1980 | 1980                                             |                                                  | ?                                                | ?                                                |
| 1990 | 1990                                             |                                                  | ?                                                | ?                                                |
| 2000 | 2000                                             |                                                  | ?                                                | ?                                                |
| 2011 | 2011                                             |                                                  | 1.326                                            | 1.326                                            |
| Datenquelle: Historisches Gemeindeverzeichnis für Hessen: Die Bevölkerung der Gemeinden 1834 bis 1967. Wiesbaden: Hessisches Statistisches Landesamt, 1968. Weitere Quellen: ; Zensus 2011 |                                                  |                                                  |                                                  |                                                  |

### Wassermühle
An einem vom Krebsbach abzweigenden Betriebsgraben nördlich des Ortsbereiches bestand eine Wassermühle zum Mahlen von Getreide, die kurz nach 1900 stillgelegt wurde.

## Infrastruktur
- Seit dem 12. September 2004 gibt es in Oberissigheim mit der Katharina von Bora Schule wieder eine evangelische Grundschule.

## Persönlichkeiten
- Johann Heinrich Lind (1819–1873), Landwirt und Politiker, Abgeordneter des Kurhessischen Kommunallandtages